# I Vanjong
I Vanjong (hangul: 이완용, handzsa: 李完用, RR: Ye Wanyong; Nakszeng (Naksaeng), 1858. július 17. – Kjongszong (Gyeongseong), 1926. február 12.) Japán-párti koreai politikus, hazaáruló, a hazáját japán uralom alá helyező szerződés aláírója.

## Élete
Nemesi családba született Kjonggi (Gyeonggi) tartományban, Nakszeng (Naksaeng)-ben, amely ma Szongnam (Seongnam) városhoz tartozik. 1887 és 1891 között az Amerikai Egyesült Államokban tanult.
1905-ben négy társával (Pak Cseszun (Park Jae-soon), I Dzsijong (Lee Ji-yong), I Gunthek (Lee Geun-taek), Kvon Dzsunghjon (Gwon Joong-hyun)) együtt aláírta az Ulsza (Eulsa)-egyezményt, amellyel megindult az a függőségi folyamat, amely később a japán megszálláshoz vezetett.
A japán gyarmatezredes, Itó Hirobumi uralma alatt a koreai bábkormány miniszterelnökeként szolgált 1906 és 1910 között, majd ő maga is jelentős szerepet játszott Kodzsong (Gojong) koreai császár lemondatásában, miután a koreai uralkodó megpróbálta nyilvánosan kritizálni az Ulsza (Eulsa)-egyezményt az 1907-es hágai békekonferencián.
1910-ben mivel Korea akkori császára, Szundzsong (Sunjong) megtagadta a szerződés aláírását, I Vanjong (Ye Wanyong) aláírta a Koreát Japánhoz csatoló egyezményt, ezáltal Japán teljhatalmat szerzett a félszigeten. A japán megszállók együttműködéséért főnemesi, hakusaku (gróf) rangra emelték. 1921-ben kósaku (őrgróf) lett. Japánbarátsága és a japánok kiszolgálása ellenére sosem tanult meg japán nyelven.
Tüdőgyulladásban hunyt el 1926-ban.

## Emlékezete
Korea felszabadítása és a második világháború befejezése után kiásták sírját és maradványait feldarabolták, ami a konfuciuszi ideológiában a leggyalázatosabb büntetésnek számít.
I Vanjong (Ye Wanyong) neve a jelenkori Koreában az „áruló” szinonimája lett.